# Bernhard Cullmann
Bernhard Cullmann est un footballeur allemand né le 1er novembre 1949.

## Carrière
- 1970-1984 : FC Cologne  Allemagne[1]

## Palmarès
- 40 sélections et 6 buts avec l'équipe d'Allemagne entre 1973 et 1980
- Vainqueur de la Coupe du monde 1974 avec l'Allemagne
- Vainqueur de l'Euro 1980 avec l'Allemagne
- Champion d'Allemagne en 1978 avec Cologne